# Извилистый проезд
Изви́листый прое́зд — улица на северо-востоке Москвы в Бабушкинском районе Северо-восточного административного округа между Осташковской и Енисейской улицами. Название присвоено с учетом не сохранившейся ныне конфигурации проезда. Как единый объект образован в 1964 году, включив в себя часть бывших Яузской набережной и 11-го Ватутинского переулка.

## Учреждения и организации
- Дом 11 — Московское суворовское военное училище